# Francis Fulford (bisbe)
Francis Fulford, nascut el 1803 a Sidmouth (Anglaterra) i mort el 1868 a Mont-real, va ser el primer bisbe anglicà de Mont-real.
Sota el seu episcopat (1850-1868), va consagrar la catedral de Christ Church de Mont-real el juny de1867.
Va oficiar el casament de John A. Macdonald a Londres (Anglaterra) el 1867.
A més, fou el fundador principal de l'Associació d'Art de Mont-real (predecessor del Museu de Belles Arts de Mont-real).

## Honor
- La Rue Bishop de Montréal va ser nomenada el 1887 per recordar la seva ordenació episcopal el 1850.
- Fulford, un llogaret situat a la ciutat de Lac-Brome rep el seu nom en el seu honor.[1]

## Font
- La memòria del Quebec
- Georges-Hébert Germain, Un museu a la meva ciutat. Una història del Museu de Belles Arts de Montreal, 2007, 270 pàg.

1. ↑  Roy, Pierre-Georges. Noms géographiques de la province de Québec. La Cie de Publication Le Soleil, 1906, p. 520.